# Dactylopisthoides hyperboreus
Dactylopisthoides hyperboreus is een spinnensoort in de taxonomische indeling van de hangmatspinnen (Linyphiidae).
Het dier behoort tot het geslacht Dactylopisthoides. De wetenschappelijke naam van de soort werd voor het eerst geldig gepubliceerd in 1990 door Kirill Yuryevich Eskov.